# Leposoma nanodactylus
Espèce
Leposoma nanodactylus est une espèce de sauriens de la famille des Gymnophthalmidae.

## Répartition
Cette espèce est endémique de l'État de Bahia au Brésil.

## Description
Le mâle holotype mesure 34 mm de longueur standard.

## Publication originale
- Rodrigues, 1997 : A new species of Leposoma (Squamata: Gymnophthalmidae) from the Atlantic forest of Brazil. Herpetologica, vol. 53, no 3, p. 383-389 (texte intégral).